# 环纹矮柳
环纹矮柳（学名：Salix annulifera）为杨柳科柳属下的一个种。

## 变种
- 匙叶矮柳（学名：Salix annulifera var. macriula  C. Marquand & Airy Shaw）为杨柳科柳属下的一个变种。
- 齿苞矮柳（学名：Salix annulifera var. dentata  S.D. Zhao）是杨柳科柳属环纹矮柳的变种。分布在中国大陆的云南等地，生长于海拔4,000米的地区，多生长在高山灌丛中。
- Salix annulifera var. glabra  P. Y. Mao & W. Z. Li是杨柳科柳属环纹矮柳的变种

## 扩展阅读
維基物種上的相關：环纹矮柳